# Walther von Rötteln
Walther von Rötteln (* vor 1180; † 11. Februar 1231/32) war von 1213 bis 1215 Bischof von Basel.

## Leben und Wirken
Walther entstammt dem in der Umgebung Basels ansässigen Adelsgeschlecht der Herren von Rötteln. Sein Vater war Dietrich III. von Rötteln, sein Bruder, Lüthold II. von Rötteln, war von 1238 bis 1248 Bischof von Basel, sein Onkel, Konrad II. von Tegerfelden, von 1209 bis 1233 Bischof von Konstanz.
Walther war ab 1209 Domherr in Konstanz. Von 1211 bis 1214 war er Dompropst in Konstanz und wurde vor dem 1. September 1213 zum Bischof von Basel gewählt. 1215 wurde ihm auf Antrag des Domkapitels von Papst Innozenz III. das Bistum wieder entzogen, vermutlich wegen Verschwendung der bischöflichen Güter. Walther kehrte ins Konstanzer Domkapitel zurück und war von 1221 bis 1230 Domscholaster und 1223 Archidiakon von Burgund.